# Najlepsi z najlepszych 4: Bez ostrzeżenia
Najlepsi z najlepszych 4: Bez ostrzeżenia (ang. Best of the Best 4: Without Warning) – amerykański film sensacyjny z 1998 roku w reżyserii Phillipa Rhee. Wyprodukowany przez Dimension Films i Buena Vista International. Kontynuacje filmów Najlepsi z najlepszych (1989), Najlepsi z najlepszych 2 (1993) i Najlepsi z najlepszych III: Bez odwrotu (1995).

## Opis fabuły
Mistrz taekwondo Tommy Lee (Phillip Rhee) wchodzi przez przypadek w posiadanie dyskietki wykradzionej gangowi fałszerzy pieniędzy. Bandyci chcą za wszelką cenę odzyskać materiały potrzebne do produkcji gotówki. Postanawiają zlikwidować Tommy'ego.

## Obsada
- Phillip Rhee jako Tommy Lee
- Ernie Hudson jako detektyw Gresko
- Tobin Bell jako Lukast Slava
- Art LaFleur jako Wielki Joolie
- Jessica Collins jako Karina
- Chris Lemmon jako Jack Jarvis
- Sven-Ole Thorsen jako Boris
- Jessica Huang jako Stephanie
- Thure Riefenstein jako Yunika Slava
- Jill Ritchie jako Micky
- Ilia Volokh jako Mia
- Garrett Warren jako Voktor
- David Fralick jako Oleg
- Monte Perlin jako Sergi
- Marco Verdier jako czarnoskóry gliniarz